# Athenaea cuspidata
Athenaea cuspidata är en potatisväxtart som beskrevs av Johanna A. Witasek. Athenaea cuspidata ingår i släktet Athenaea och familjen potatisväxter. Inga underarter finns listade i Catalogue of Life.